# Unfinished Music No.2: Life with the Lions
Unfinished Music No.2: Life with the Lions – drugi solowy, eksperymentalny album Johna Lennona wydany wraz z Yoko Ono w roku 1969. Tytuł pochodzi od ulubionego słuchowiska radiowego Lennona, nadawanego w BBC - Life with the Lyons.
Pierwszy utwór - "Cambridge 1969" - to długi improwizowany kawałek nagrany na Uniwersytecie Cambridge. Zawiera on improwizację wokalną Ono akompaniowaną przez sprzężenie zwrotne gitary Lennona. Pod koniec utworu do gry przyłączają się saksofonista John Tchicai oraz perkusista John Stevens. Reszta płyty została nagrana na magnetofon kasetowy w szpitalu Queen Charlotte's w Londynie, gdzie John i Yoko wspólnie przeżywali śmierć ich pierwszego nienarodzonego dziecka. Utwory nagrane w szpitalu zawierają, m.in. bicie serca poronionego dziecka pary ("Baby's Heartbeat"), dwie minuty ciszy ku jego pamięci ("Two Minutes Silence") oraz trzynastominutowe nagranie programu radiowego, podczas którego, przez zakłócenia, można usłyszeć piosenkę zespołu The Beatles "Ob-La-Di Ob-La-Da" ("Radio Play").
Okładka płyty, w przeciwieństwie do poprzedniego albumu (Unfinished Music No.1: Two Virgins), nie była kontrowersyjna i przedstawiała Yoko leżącą w szpitalnym łóżku, a obok niej Lennona, leżącego na podłodze. Z tyłu opakowania umieszczono zdjęcie prasowe Lennona i Ono opuszczających posterunek policji po tym, jak zostali zatrzymani za posiadanie haszyszu 18 października 1968 roku. Zdjęcie to jest opatrzone cytatem słów George’a Martina - No comment.
Album Life with the Lions, podobnie jak poprzedni, nie znalazł szerokiego grona odbiorców w Wielkiej Brytanii i nie został odnotowany na żadnej liście przebojów. Za oceanem, natomiast, płyta zanotowała 174. pozycję (około 60000 sprzedanych egzemplarzy).
Wydaniem płyty zajęła się Zapple Records - siostrzana wytwórnia Apple Records (obie należały do Beatlesów). W 1997 roku płyta została ponownie wydana przez Rykodisc. Do nowego wydawnictwa dodano dwie bonusowe piosenki ("Song for John" i "Mulberry"), które także pochodziły z nagrań zarejestrowanych w szpitalu Queen Charlotte's.

## Lista utworów
Wszystkie utwory wykonane przez Johna Lennona i Yoko Ono.
1. "Cambridge 1969" – 26:29
2. "No Bed for Beatle John" – 4:41
3. "Baby's Heartbeat" – 5:10
4. "Two Minutes Silence" – 2:00
5. "Radio Play" – 12:35
6. "Song for John" - 1:29 (utwór bonusowy z reedycji na CD)
7. "Mulberry" - 8:47 (utwór bonusowy z reedycji na CD)

## Twórcy
- Yoko Ono - śpiew
- John Lennon - śpiew, gitara, sprzężenie zwrotne, radio
- John Tchicai - saksofon (tylko utwór pierwszy)
- John Stevens - instr. perkusyjne (tylko utwór pierwszy)
- Mal Evans - zegarek (tylko utwór pierwszy)
- John Ono Lennon II - bicie serca (tylko utwór trzeci)